# Belka Beleva
Belka Beleva (29 janvier 1927 - 22 décembre 2012) est une actrice et espérantiste bulgare.

## Biographie
Belka Beleva nait le 29 janvier 1927 à Bourgas, en Bulgarie, de Hristo Belev, assureur, et Vasilka Beleva. Après la mort de son père en 1929, sa mère se remarie et la famille déménage à Stara Zagora.
En 1945, Belka Beleva étudie au théâtre national de Sofia. Elle obtient son diplôme en 1947 et commence à jouer d’abord au théâtre de Plovdiv, puis au théâtre populaire de Sofia pour finir au théâtre Trudov Front de Sofia. En 1964, le théâtre ferme à cause de la censure. Belka Beleva se retrouve sans emploi pendant deux ans avant d’obtenir un poste de maîtresse de conférences à l’académie de théâtre de Sofia, où elle restera jusqu’à sa retraite.
Elle épouse Anani Anev, acteur, régisseur et espérantiste, avec qui elle aura en 1959 Veselin Anev, qui devient par la suite marionnettiste. Elle fait du théâtre avec son mari, dans le duo AABB,.
Elle publie en 1986 son autobiographie Teotra sen lingva bariero,.
Elle décède le 22 décembre 2012 à Sofia, à l’âge de 85 ans, des suites d’une apoplexie.

### Espéranto
Belka Beleva connait l’existence de l’espéranto grâce à sa mère qui l’a appris durant les années 1920. Toutefois, elle n’apprend l’espéranto qu’en 1957, grâce aux cours de Miĥail Langov, donnés au théâtre Trudov Front. Une fois le cours fini, elle cofonde, le 19 mai 1958, la troupe Bulgara Esperantisto-Teatro (BET), sous l’égide de l’association bulgare d'espéranto (eo).
Au sein de BET, elle joue dans plusieurs dizaines de spectacles. Elle participe également à plusieurs spectacles organisés par la troupe Internacia Arta Teatro (eo). Elle fait des représentations lors de 15 congrès mondiaux d’espéranto ainsi que de nombreux autres congrès,.
Elle occupe différents postes de responsabilité au sein du mouvement espérantiste, comme les présidences de la société espérantiste de Sofia de 1979 à 1981 et de la commission des femmes de l’association bulgare entre 1975 et 1986,.
Pendant plusieurs années, elle lit à haute voix la revue Bulgara Esperantisto (eo) aux aveugles.
Elle est élue membre honoraire de l’association universelle d'espéranto en 1996, ainsi que l’association bulgare,.

## Œuvre
- (eo) Belka Beleva, Teatro sen lingva bariero : Travivitaj rememoroj [« Le théâtre sans barrière linguistique »], Sofia, Bulgara Esperanto-Asocio, 1986, 127 p.